# Augochloropsis sparsalis
Augochloropsis sparsalis är en biart som först beskrevs av Joseph Vachal 1903.  Augochloropsis sparsalis ingår i släktet Augochloropsis och familjen vägbin. Inga underarter finns listade.